# تيرينس سكوت
تيرينس سكوت (بالإنجليزية: Terrence Scott)‏ هو لاعب كرة قدم كندية أمريكي، ولد في 25 سبتمبر 1986 في ماكون في الولايات المتحدة.

## وصلات خارجية
- تيرينس سكوت على موقع JustSportsStats.com (الإنجليزية)